# Арнуль IV (граф Лоона)

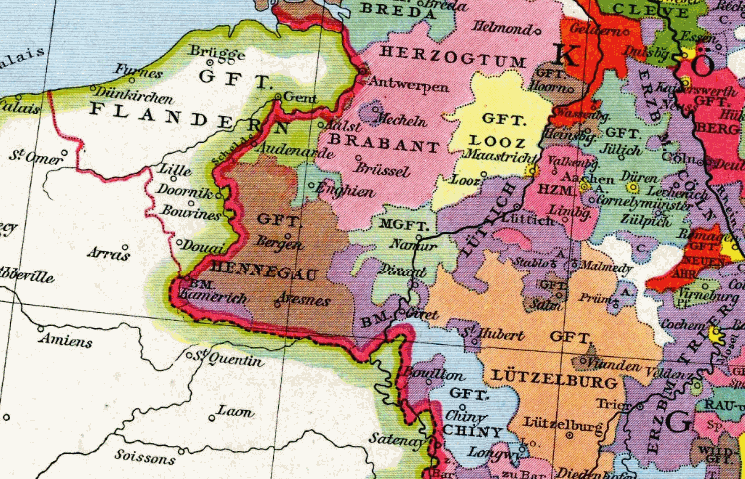
Графства Лоон и Шини в 1250 г.

Арнуль IV (фр. Arnoul IV de Looz; ок. 1210 — между 24 ноября 1272 и февралём 1273, возможно — 22 февраля 1273) — граф Лоона в 1227—1274 годах, граф Шини в 1228—1274 (под именем Арнуль II).

## Биография
Сын Жерара III (ум. 1216), графа Ринека, и его жены Кунегонды фон Циммерн.
Вместе с братом, Луи III (ум. 1236), наследовал отцу и трём своим дядям — графам Лоона Людовику II (ум. 29/30 июля 1218), Генриху (ум. 2 августа 1218) и Арнулю III (ум. 1221).
В 1227 году братья поделили владения, при этом Арнуль IV получил графство Лоон, а Людовик III — Ринек.
В 1234 году участвовал в войне со штедингами, в том числе в битве при Олденнеше.

## Брак и дети
В 1228 году женился на Жанне де Шини (ум. 17 января 1271), графине Шини, даме Живе, Ажимона и Амбиза, дочери Людовика IV де Шини и Матильды д’Авен. Дети:
- Жан I (1230—1278), граф Лоона и Шини;
- Генрих, сеньор д’Ажимон
- Жерар, сеньор де Шованси-ле-Шато;
- Арнуль, сеньор де Варе;
- Изабелла (Елизавета), жена Тома III де Куси;
- Алеидис, 1-й муж Дирк II ван Фалькенбург (убит в 1268), второй муж Альберт ван Ворн, бургграф Зеландии;
- Людовик V (ум. 1299), граф Шини;
- Маргарита (ум. 1292), муж — Вильгельм IV, сеньор ван Горн.